# 日本臨床口腔病理学会
特定非営利活動法人日本臨床口腔病理学会（にほんりんしょうこうくうびょうりがっかい、The Japanese Society for Oral Pathology;JOPAT）とは、口腔病理学を中心とした学問を取り扱う専門学術団体の一つである。日本歯科医学会の専門分科会。

## 概要
1990年に日本口腔病理研究会として設立。1995年に日本口腔病理学会、2008年に日本臨床口腔病理学会と名称変更を行う。2011年9月30日現在、会員数527名]。2011年現在、理事長は高田隆。

## 総会
- 年1回

## 本部事務局
- 〒734-8553　広島県広島市南区霞1-2-3　広島大学大学院医歯薬学総合研究科 口腔顎顔面病理病態学研究室[1]

## 学会誌
- 『Oral Medicine & Pathology』年4回発刊 (ISSN 1342-0984 online ISSN 1882-1537)

## 学会賞
- 学会奨励賞

## 大会等
| 年     | 月日            | 名称                                            | 会長     | 会場                 | テーマ               | 参加者数 | 備考                                           |
| ------ | --------------- | ----------------------------------------------- | -------- | -------------------- | -------------------- | -------- | ---------------------------------------------- |
| 2009年 | 7月29日～31日   | 第20回日本臨床口腔病理学会総会・学術大会        | 賀来亨   | ロイトン札幌         |                      |          | [ 2 ]                                          |
| 2010年 | 7月31日～8月1日 | 第21回NPO法人日本臨床口腔病理学会総会・学術大会 | 田中昭男 | 大阪歯科大学樟葉学者 | 口腔疾患制御への展望 |          | 第20回日本口腔粘膜学会総会・学術大会と合同開催 |

## 加盟団体
- 日本歯科医学会
- 日本歯学系学会協議会